# Слипченко, Иван Константинович
Иван Константинович Слипченко — советский хозяйственный и государственный деятель, Герой Социалистического Труда.

## Биография
Родился в 1936 году на территории современной Черкасской области. Член КПСС.
Окончил Николаевский строительный техникум.
В 1961—1991 — бригадир машинистов скреперов специализированного строительно-монтажного управления № 5 Крымканалстроя Министерства мелиорации и водного хозяйства Украинской ССР.
Указом Президиума Верховного Совета СССР от 29 апреля 1976 года присвоено звание Героя Социалистического Труда с вручением ордена Ленина и золотой медали «Серп и Молот».
Делегат XXVI съезда КПСС.
Почётный гражданин Красноперекопска.
Умер в 2010 году в Красноперекопске.

## Награды и звания
- Герой Социалистического Труда (29.04.1976)
- Орден Ленина (08.04.1971, 29.04.1976)